# Runonsaari
Runonsaari är en ö i Finland. Den ligger i sjön Kankarisvesi och i kommunen Jämsä i den ekonomiska regionen  Jämsä  och landskapet Mellersta Finland, i den södra delen av landet, 200 km norr om huvudstaden Helsingfors. Öns area är 2,3 hektar och dess största längd är 260 meter i sydöst-nordvästlig riktning.